# هیفا وهبی
هیفا وهبی (به عربی: هيفاء وهبي) (زاده ۱۰ مارس ۱۹۷۶) خواننده، مدل و بازیگر اهل لبنان است. او کار خود را با مدلینگ آغاز کرد و در شانزده سالگی به عنوان «دختر شایسته جنوب لبنان» انتخاب شد و در نوزده سالگی نیز رتبه‌ی دوم «دختر شایسته‌ی لبنان» را کسب کرد. او سپس وارد عرصه‌ی موسیقی شد و با انتشار آلبوم هو الزمن (به فارسی: وقتشه) خوانندگی را آغاز کرد. وهبی تاکنون هفت آلبوم استودیویی منتشر کرده‌است. هیفا وهبی در سال ۲۰۰۶ در لیست «۵۰ تن از زیباترین‌های جهان» از سوی مجله پیپل و در سال ۲۰۱۷ نیز از سوی وب‌گاه بازنت در لیست «۳۰ تن از زیباترین زنان جهان» قرار گرفت.

## زندگی شخصی
هیفا وهبی در ۱۰ مارس ۱۹۷۲ میلادی در محرونا، یکی از شهرهای کوچک کشاورزی که از توابع شهرستان صور در جنوب لبنان است، به دنیا آمد. پدر او، محمد وهبی، لبنانی‌تبار و مادرش سیده عبدالعزیز ابراهیم، مصری است. خانواده‌ی او بعداً به بیروت مهاجرت کردند. او سه خواهر دارد و برادرش در جریان حمله اسرائیل به جنوب لبنان در سال ۱۹۸۲ کشته شده‌است. هیفا در سن ۱۶ سالگی برنده عنوان «دختر شایسته جنوب لبنان» شد. بعد از آن، با پسرعمه اش، نصر فیاض، ازدواج کرد و با او به آفریقا رفت. مدتی بعد، در حالی که دخترش زینب (زازا) را باردار بود، به لبنان بازگشت و از همسرش جدا شد. او دخترش را در ژوئن ۱۹۹۳ در بیروت به دنیا آورد و در سال ۱۹۹۵ در مسابقات «دختر شایسته‌ی لبنان» شرکت کرد و مقام دوم را کسب کرد؛ اما پس از مدت کوتاهی خبر ازدواجش و اینکه او صاحب فرزند شده است، منتشر شد و عنوان دختر شایسته از او گرفته شد. وی در تاریخ ۲۸ مارس ۲۰۰۹ میلادی، اعلام کرد که قرار است با احمد ابو هشیمه، یکی از مهمترین صنعتگران مصر در زمینه تولید و فروش آهن و فولاد، ازدواج کند. اما آن‌ها در نوامبر ۲۰۱۲ از یکدیگر جدا شدند. تصویر او بر روی جلد بیش از ۱۰۰ مجله قرار گرفته‌است. در سال ۲۰۰۶ او در میان لیست ۵۰ تن از زیباترین‌های مجلهٔ پیپل درآمد.

## موسیقی
او نخستین آلبوم خود را به نام هوالزمان منتشر ساخت، این آلبوم به موفقیت دست یافت و باعث شهرت زیاد او شد. وهبی تک‌آهنگ اقول اهواک (میگم دوست دارم) را به شکرانه آن منتشر کرد.
آلبوم دوم او بدی أعیش (می خوام زندگی کنم) در سال ۲۰۰۵ منتشر شد و به موفقیتی بالاتر از حد انتظار به دلیل تک‌آهنگ حیات قلبی رسید که پس از ترور سیاست‌مدار لبنانی رفیق حریری منتشر شد. آهنگی به همین نام دربارهٔ آزادی که از حقوق پایهٔ بشر برشمرده شده‌است. آهنگ تکی بعدی او معروف‌ترین آهنگ وی تا حال به انا هیفا (من هیفا هستم) است که آهنگ نوظهور او گردید.
در سال ۲۰۰۶ نیز آهنگی به نام بوس الواوا را بیرون داد که آن هم فروش نسبتاً خوبی داشته‌است.
هیفا وهبی در سال ۲۰۱۲ میلادی آلبوم ملکه الجمال الکون mjk (بانوی جهان ) را منتشر کرد که این آلبوم نیز با فروش خوبی همراه بود.این آلبوم تنها در کمتر از ۲۴ ساعت پس از منتشر شدنش جزء ۲۰۰ آلبوم برترین جهان رتبه ۳۶ را کسب کرد
همچنین آلبوم  به دلیل آهنگ هایی به لهجه مصری، خلیج فارسی و لبنانی محبوبیت فراوانی در بین کشورهای عربی و جهان عرب پیدا کرد
وی در میان جوانان لبنانی همچنان محبوب باقی‌مانده و در تلویزیون نیز بسیار ظاهر می‌شود.

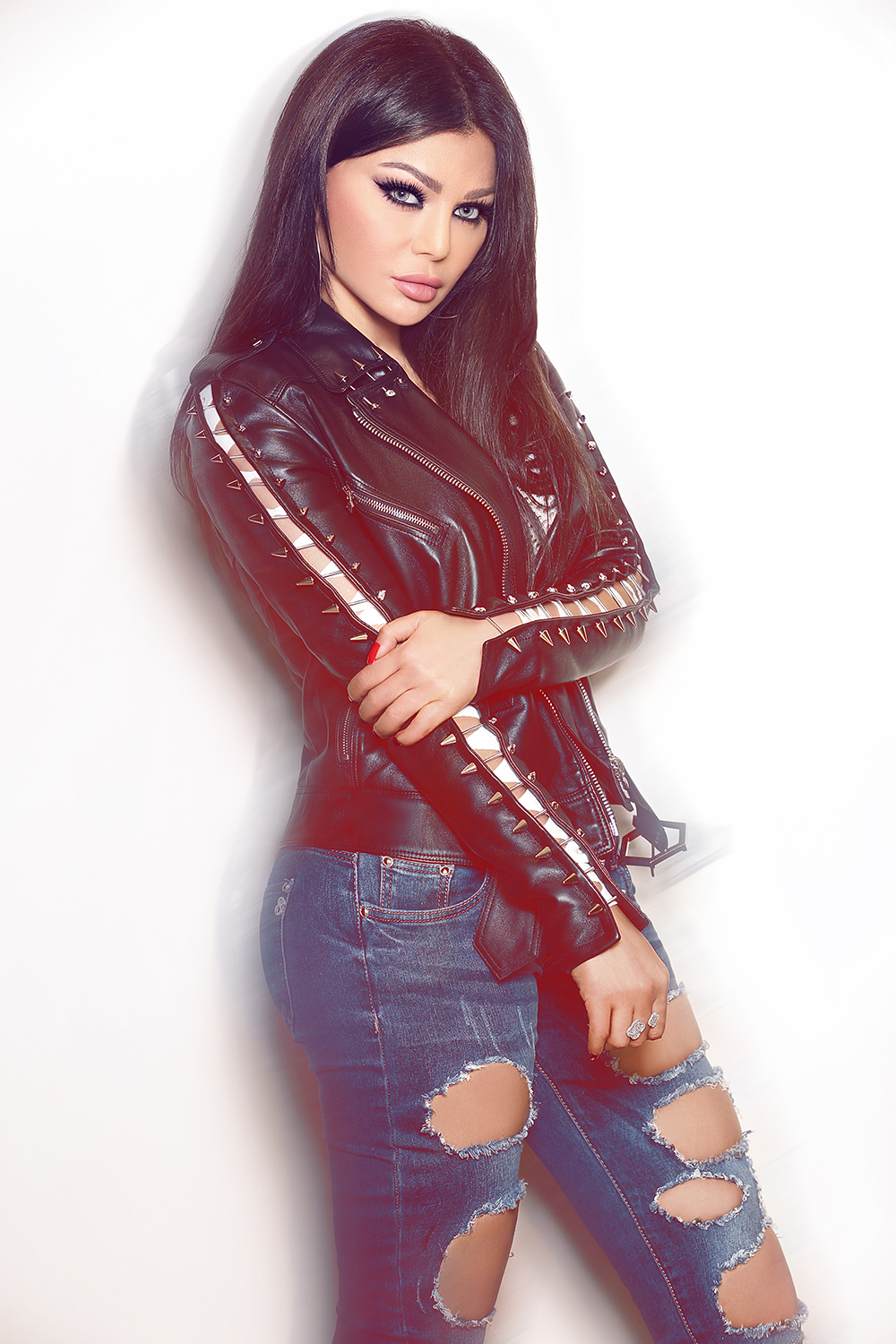
وهبی در سال ۲۰۱۶

## دیدگاه سیاسی

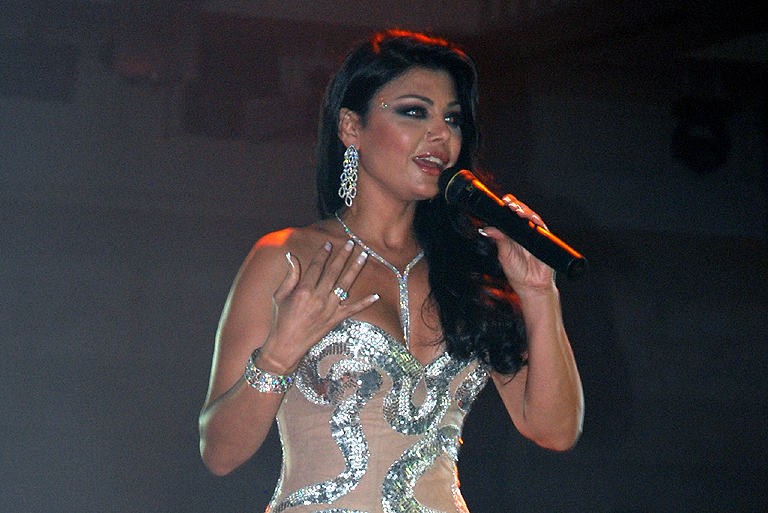
هیفا در سال ۲۰۰۷

وهبی در مصاحبه‌ای با خبرگزاری رویترز گفته‌است که سید حسن نصرالله رهبر حزب‌الله لبنان مدافع شرف و مرزهای لبنان است. این در حالی‌ست که شبکه المنار تلویزیون حزب‌الله لبنان که وابسته به حکومت جمهوری اسلامی است، هیچ خواننده زنی را نمایش نمی‌دهد. همچنین در پی درخواست هیفا وهبی برای دیدار با سید حسن نصرالله یک گروه به نام حماسنا از حزب‌الله لبنان خواست که هیفا وهبی را به عمل کردن به ارزش‌های اسلامی و شیعی تشویق کند.

## حواشی
پس از اینکه اعتقادات هیفا وهبی توسط برخی از افراد به سخره گرفته شد وی در مصاحبه ای چنین عنوان کرد که :”من یک مسلمان هستم. من از زمانی که تنها یک بچه کوچک بودم روزه میگرفتم. هیچ کس حق ندارد در مورد رابطه بنده و خدا قضاوت کند.”
هیفا وهبی در سال ۲۰۱۶ و پس از سفر به فرانسه توانست از دست راننده تاکسی که قصد ربودن او را داشت جان سالم به در ببرد.
در سال ۲۰۰۹ و پس از انتشار آهنگ بابا فین که هیفا در آن از جمله ی “خرس تدی من و میمون نوبیایی من کجاست؟” استفاده کرده بود، نوبیایی های مصر این جمله را به معنی شبیه بودن نوبیایی ها به میمون تعبیر کردند.
 در سال ۲۰۰۸ مجلس بحرین اجرای کنسرت توسط هیفا وهبی را در این کشور ممنوع کرد. طبق گفته ی یکی از اعضای پارلمان بحرین، هیفا وهبی یکی از خوانندگانی است که از جاذبه جنسی زیادی برخوردار است و به‌جای زبان، با بدن خود سخن می گوید.
او پس از این ممنوعیت چنین عنوان کرد:” من یک هنرمند هستم نه یک سیاستمدار. من سیاست را به سیاستمداران واگذار میکنم و اجازه می دهم رئیس جمهور کشورم در مورد سیاست صحبت کند.” پس از این سخنرانی، هیفا با نادیده گرفتن قانون اعلام شده، با لباسی بلند و پوشیده در بحرین حضور پیدا کرد و به اجرای کنسرت پرداخت.
هیفا وهبی در ۲۵ ژوئن سال ۲۰۰۷ و هنگام ضبط موزیک ویدئوی حاسه ما بنا از حادثه ی رانندگی جان سالم بدر برد. با اینکه این تصادف، تصادف نسبتا شدیدی بود اما وی تنها چند خراشیدگی و کبودی را تجربه کرد. تصادف توسط هواپیمای تک موتوره ای اتفاق افتاد که خودرو هیفا را دنبال می کرد. با برخورد این هواپیما به خودرو، شیشه جلو خودرو خرد شده بود.

## لباس جنجالی
لباسی که او در یک برنامه تلویزیونی استار آکادمی لبنان پوشیده بود، در شبکه‌های اجتماعی جهان عرب و به خصوص در میان زنان واکنش‌های گسترده و تا حدی اعتراضی را برانگیخت. این نوع پوشش در لبنان عادی است.